# Глубоковская (Вельский район)
Глубоковская — нежилая деревня в Вельском районе Архангельской области. Входит в состав Липовского сельского поселения.

## География
Деревня расположена в южной части Архангельской области, в таёжной зоне, в пределах северной части Русской равнины, в 125 километрах на северо-запад от Вельска, на левом(северном) берегу озера Верхопуйское, бассейна реки Пуя. Ближайшими населёнными пунктами являются: на юге, на противоположенном берегу озера, деревня Колоколовская, на юго-востоке деревня Доровская.
Часовой пояс
Деревня Глубоковская как и вся Архангельская область, находится в часовой зоне МСК (московское время). Смещение применяемого времени относительно UTC составляет +3:00.

## Инфраструктура
Деревня находится в 1,5 километрах от автодороги регионального значения «Долматово — Няндома — Каргополь» (Р2).

## Население
| 2002 | 2010 | 2012 | 2014 |
| ---- | ---- | ---- | ---- |
| 0    | →0   | →0   | →0   |

Национальный состав
Согласно результатам переписи 2002 года, в национальной структуре населения русские составляли 100 % из 1 чел..

## История
В материалах оценочно-статистического исследования земель Вельского уезда упомянуто, что в 1900 году в административном отношении деревня входила в состав Верхопуйского сельского общества Верхопуйской волости. На момент переписи в селении Глубоковское находилось 4 хозяйства, в которых проживало 18 жителей мужского пола и 12 женского.